# If You've Got Trouble
If You've Got Trouble è una canzone dei Beatles, registrata per l'album Help!, ma poi scartata e rimasta inedita, fino alla pubblicazione, di oltre trent'anni dopo, dell'Anthology 2.

## Il brano
Il brano era stato pensato per Ringo Starr dalla coppia Lennon-McCartney; Starr aveva già cantato un brano del duo, I Wanna Be Your Man, mentre nelle altre occasioni aveva cantato solamente cover. Doveva essere cantata anche nel film Help!, ma alla fine i Beatles la scartarono, e si affrettarono a registrare Act Naturally, che non apparve nel film.
If You've Got Trouble era stata registrata il 18 febbraio 1965, lo stesso giorno della registrazione di You've Got to Hide Your Love Away e Tell Me What You See e del mixaggio di molti brani che in seguito vennero pubblicati come singolo o su Help!.
Ian McDonald la criticò pesantemente, considerandola la peggiore composizione Lennon-McCartney; più leggero fu Mark Lewisohn, ma che ugualmente non lodò affatto.

## Formazione
- Ringo Starr: voce raddoppiata, batteria
- Paul McCartney: cori, basso elettrico
- George Harrison: cori, chitarra solista raddoppiata
- John Lennon: cori, chitarra ritmica[1]